# Eddie Dee
Alexander Eddie Ávila Ortiz, dit « Eddie Dee », né le 26 avril 1977 à Río Piedras, Porto Rico, est un chanteur, compositeur et producteur portoricain du genre reggaeton.

## Biographie

### Débuts
Fils de Diomaris Ortiz et Eddie Ávila, Alexander Eddie Ávila Ortiz naît le 26 avril 1977 sur l'île de Porto Rico à Río Piedras. À l'âge de dix ans, il rêve d'être chanteur, écrit ses premières compositions et apprend à danser. En 1990, il apparaît à la télévision portoricaine, dans l'émission Tus videos favoritos (français : Tes vidéos favorites) réalisée par Flaco Figueroa. En 1991, il commence à chanter et à danser sur scène. Il est le danseur principal du film publicitaire El Sida esta cañón. En 1992, il devient l'un des danseurs de Kid Power Posse, un duo de rap portoricain.

### Les années 1990
Son premier disque, Eddie Dee & The Ghetto Crew, comportant des musiques hip-hop et reggaeton, est publié en 1993, avec l'aide de Bernice Cruz et Sammy Fisher. En 1994, sa première vidéo est Dj Guichy. 1997 voit la sortie de l'album de musique hip-hop et regaeton Tagwut. Cette même année, il remporte le prix des meilleures paroles de l'année aux Puerto Rican Rap and Reggae Awards avec sa chanson Señor oficial. Il l'obtient à nouveau l'année suivante, de même que le prix de la meilleure chanson, avec le single Amor Mío, aux côtés du groupe de reggae Cultura Profética (en).

### Les années 2000
À l'automne 2000, il sort le disque de hip-hop et de reggaeton El terrorista de la lírica, au sujet duquel il déclare, à In the House : « [...] pour cet album, je me suis arraché le cœur et l'ai offert, et honnêtement ce fut la meilleure chose que j'ai faite dans ma vie, j'en attends beaucoup, mais je sais qu'il fera parler et que les gens vont l'aimer aussi... »
L'album Biografía, sorti en 2001, mêle musique hip-hop et reggaeton. Au printemps 2004, il participe à l'enregistrement de l'album 12 Discípulos (français : Les 12 disciples, en référence à Jésus et ses 12 disciples). Cet album, avec la compilation DJ Nelson presenta Luny Tunes y Noriega - Más Flow, fait connaître à l'étranger le reggaeton portoricain. Les douze disciples, les musiciens qui ont participé à l'album, constituent un « Who's who » du genre reggaeton. Aux côtés d'Eddie Dee, on trouve Daddy Yankee, Ivy Queen, Tego Calderón, Julio Voltio, Vico C, Gloire, Zion y Lennox, Luny Tunes et Nicky Jam. À l'automne 2005, paraît une édition spéciale CD/DVD de l'album, avec quatre nouveaux titres et cinq clips musicaux.
Eddie Dee interprète La locura automática Remix avec La Secta AllStar (en). Il est coauteur, avec Daddy Yankee, du single Gasolina, sorti en 2005. Cette même année, l'album de reggaeton The Final Countdown sort. En 2007, il sort un autre album de reggaeton, El Diario de Eddie Avila.
Sous contrat avec la maison d'édition Diamond Music, il chante avec d'autres interprètes de reggaeton, comme Tego Calderón, Julio Voltio, Vico C, Daddy Yankee, Tito El Bambino, Ivy Queen, Cosculluela, Ñengo Flow, Don Omar, Tempo et Ñejo & Dalmata, entre autres.
Si son idole musicale est Freddie Mercury, Dee ne lui a cependant jamais consacré de chanson.

### Les années 2010
il a écrit "Un Cambio" de Jowell & Randy en 2010 et "Te Dijeron" de Plan B pour La Formula de Pina Record en 2012, et a collaboré à "La Trampa" d'Alexis & Fido 'en 2011 et au remix de "Sistema" en 2013 de Wisin était sa dernière participation à une chanson, qu'il soit artiste principal ou artiste invité.
Après deux années d'inactivité du public, Eddie Dee est apparu comme artiste invité dans le concert de La Trayectoria dans le célèbre Colisée portoricain de Tego Calderon, interprétant "Los 12 Discípulos", "En pèlerinage d'extinction" et "El Bueno, El Malo Y El Feo "aux côtés de Calderón et Vico C.

## Discographie
- 1993 : Eddie Dee & The Ghetto Crew.
- 1993 : U Records 1.
- 1997 : Tagwut.
- 1997 : Señor oficial.
- 1998 : Amor Mío (avec Cultura Profética).
- 1999 : La Misión.
- 2000 : Boricua NY.
- 2000 : El terrorista de la lírica.

- 2003 : The Majestic - avec Nicky Jam, Ivy Queen, Zion y Lennox, Maicole et Manuel : Soltero Y Sin Compromiso (3 min 11 s[4]).

- 2005 : Barrio fino en directo - Gasolina, Rompe et Machucando, avec Daddy « El Cangri » Yankee.
- 2005 : 12 Discípulos - Special Edición - édition spéciale augmentée CD/DVD, avec six vidéos et quatre remix, chansons Quítate tu pa' ponerme yo, Salsa remix, Taladro, avec Daddy Yankee, Perro sato et La locura automática Remix (4 min 5 s), avec La Secta AllStar.
- 2005 : Reggaetón Diamond Collection - Soltero Y Sin Compromiso.
- 2006 : Roots Boricua: Antologia de Reggae - Amor Mío (avec Cultura Profética) (4 min 2 s).

- 2007 : El Diario de Eddie Avila - Háblame Claro (3 min 11 s).
- 2008 : The Perfect Melody - album de Zion : 4. Amor de pobre (3 min 58 s).
- 2009 : Censurarme Por Ser Rapero (remix de Gallito).
- 2009 : Oro Reggaetonero.
- Carolina (remix de Dj Zantos).
- Calientamiento global - The mixtape vol. 1 - 3. Dime A Ave.
- Dia Por Dia.
- El Pentagono (avec Zion, Tego Calderon, Voltio et Coscullela).
- Eso No Va Conmigo.
- Falso Llanto (3 min 50 s).
- Las Calles De Hoy.
- Mi diploma está firmado por un corrupto.
- Negro O Blanco (avec Sasha).
- Track 7.
- Tu Sabes Quienes Somos.

## Filmographie
- 1991 : El Sida esta cañón, film publicitaire.
- 1994 : Dj Guichy, vidéo.
- 1995 : Dj Chiclin 5, vidéo.
- 1996 : U records 4, vidéo.
- Talento de barrio : film avec Daddy Yankee et Katiria Soto.

## Distinctions
- 1997 : Prix des meilleures paroles de l'année aux Puerto Rican Rap and Reggae Awards, avec Señor oficial.
- 1998 : Prix des meilleures paroles et de la meilleure chanson aux Puerto Rican Rap and Reggae Awards, avec  le single Amor Mío, aux côtés de Cultura Profética.
- 2005 : Nomination au Latin Grammy Award for Record of the Year, avec la chanson Gasolina, de l'album 12 Discípulos et au Prix Billboard de musique latine pour le Titre tropical de l'année et révélation, avec Intro Los 12 Discípulos.